# مصطفى عبد الله محمد صالح
مصطفى عبد الله محمد صالح (مواليد 5 يناير 1950)، هو أستاذ جامعي سوداني وباحث وأخصائي في طب أعصاب الأطفال. أسس أول تخصص في طب أعصاب الأطفال في السودان، كما أنه أحد مؤسسي تخصص أعصاب الأطفال في المملكة العربية السعودية . وحدد الأمراض العصبية الموروثة التي سميت فيما بعد باسمه.اعتلال صالح العضلي (بالإنجليزية: Salih Myopathy)‏ وترنح صالح (بالإنجليزية: Salih ataxia)‏ ومتلازمة بوسلي صالح العريني (بالإنجليزية: Bosley-Salih-Alorainy syndrome)‏ الناتجة عن الطفرات في جين HOXA1. ومن المعروف أيضًا أنه قاد فريقًا من العلماء الذين أثبتوا أن المستخلص من الفاصوليا العريضة المعروفة أيضًا باسم الفاصوليا الأجش لديها القدرة على علاج تشنجات الصرع. يُنسب إلى محمد صالح أيضًا اكتشاف شكل جديد من الشلل النصفي التشنجي الوراثي.    

### النشأة والتعليم
ولد مصطفى صالح في كوستي بالسودان في 5 يناير 1950، ثم التحق بالمدرسة الثانوية في ذات المدينة وأكمل دراسته الجامعية في جامعة الخرطوم عام 1968. بعد حصوله على بكالوريوس الطب والجراحة من كلية الطب في جامعة الخرطوم في عام 1974، انضم إلى قسم طب الأطفال وصحة الطفل بصفة مدرس مساعد وحصل على درجة الماجستير في طب الأطفال السريري في عام 1980، من ذات الجامعة (جامعة الخرطوم). 
لم يكن يٌمارس تخصص طب أعصاب الأطفال آنذاك في السودان، وبعد أن أمضى 15 شهرًا في المركز العصبي الإقليمي في مدينة نيوكاسل أبون تاين في المملكة المتحدة، ضمن برنامج تبادل طلابي بين جامعتي نيوكاسل والخرطوم. كانت الأهداف هي توفير التدريب في مجال طب أعصاب الأطفال بإشراف الطبيب ديفيد جاردنر-ميدوين و دراسة الاضطرابات العصبية العضلية مع اللورد جون والتون . وكان الهدف الآخر هو تطوير أطروحة دكتوراه في الطب حول الحثل العضلي الجسدي المتنحي الحاد في مرحلة الطفولة (بالإنجليزية: severe childhood autosomal recessive muscular dystrophy)‏ في جامعة الخرطوم.
عند عودته من المملكة المتحدة، أنشأ أول خدمة لتخصص طب أعصاب الأطفال في السودان، وحصل أيضًا على شهادة الدكتوراه في الطب بدرجة امتياز عام 1982 من جامعة الخرطوم. وفي برنامج ارتباط مشترك مع جامعة أوبسالا في السويد، قام بتطوير مشروع بحثي حول وباء التهاب السحايا بالمكورات السحائية في الفترة 1985-1990 ، مما أدى إلى حصوله على درجة الدكتوراه في العلوم الطبية من جامعة أوبسالا (1990).

## التعليم والمهنة
حصل مصطفى صالح على درجة بكالوريوس الطب والجراحة (1974)، ودكتوراه في طب الأطفال السريري (1980)، ودكتوراه في الطب بامتياز (1982) من جامعة الخرطوم . وهو حاصل أيضًا على دكتوراه في العلوم الطبية من جامعة أوبسالا في السويد (1990). انتُخب زميلاً للكلية الملكية لطب الأطفال وصحة الطفل (FRCPCH، المملكة المتحدة، 2005). وهو أيضًا زميل الأكاديمية الأمريكية لطب الأعصاب (FAAN، الولايات المتحدة الأمريكية، 2015). 

## الحياة مهنية
عمل الأستاذ مصطفى صالح محاضراً وأستاذ مساعدًا وأستاذًا في طب الأطفال، وكان رئيسًا لقسم طب الأطفال وصحة الطفل بكلية الطب بجامعة الخرطوم (1990-1992). منذ عام 1992، عمل الأستاذ صالح أستاذاً طب الأطفال واستشاري طب أعصاب الأطفال في كلية الطب، جامعة الملك سعود، الرياض، المملكة العربية السعودية، وأسس قسم طب أعصاب الأطفال.  

### الاهتمامات البحثية
قام مصطفى صالح بتأليف أكثر من 250 مقالة مٌراجعة من الأقران وألف 30 فصلاً في كتاب عن طب أعصاب الأطفال، وعلم الوراثة العصبية، والأمراض التنكسية العصبية، والاضطرابات العصبية العضلية. تم نشر المقالات في مجلات مثل ساينس، وعلم الوراثة الطبيعة، والدماغ ، وحوليات علم الأعصاب ، و علم الأعصاب ، والمجلة الأمريكية لعلم الوراثة البشرية، ووبيولوجيا الجينوم . كما قام بتحرير كتاب عن علم الأعصاب السريري للأطفال والذي نشرته دار نشر سبرينغر الدولية في عام 2020. يسرد محرك الأبحاث في جوجل آلاف الاستشهادات من الأوراق البحثية التي ألفها الأستاذ مصطفى صالح.  
تضمنت العديد من مشاريع مصطفى البحثية إدارة تفشي الأمراض المعدية بما في ذلك الحصبة، ومثالًا مبكرًا لعلم الأوبئة الجزيئية الذي تتبع تقدم سلالة من النيسرية السحائية خلال جائحة تعفن الدم بالمكورات السحائية عبر أجزاء من آسيا وأفريقيا في أواخر الثمانينيات. وهو يحمل براءتي اختراع في الولايات المتحدة. أحدهما عن طريقة تشخيص الحثل العضلي الخلقي، والآخر عن مضاد الاختلاج المستخرج من الفاصوليا العريضة (vicia faba). كما قام أيضًا بتقييم التقنيات الجديدة للتشخيص السريع لالتهاب السحايا الجرثومي.   

#### المؤسسات التي (ي)عمل بها
- كلية الطب، جامعة الخرطوم، السودان [6]
- جامعة الملك سعود كلية الطب كلية الطب، جامعة الملك سعود، الرياض، المملكة العربية السعودية

## كتب
- Salih, Mustafa (7 Jul 2019). Clinical Child Neurology (بالإنجليزية). Springer. ISBN:9783319431529. Archived from the original on 2020-09-22. Retrieved 2021-01-09.